# Futbol'nyj Klub Lokomotiv Moskva 2002
Questa voce raccoglie le informazioni riguardanti la Lokomotiv Moskva nelle competizioni ufficiali della stagione 2002.

## Rosa
| N. |                                | Ruolo | Calciatore           |
| -- | ------------------------------ | ----- | -------------------- |
| 1  | Russia (bandiera)              | P     | Sergej Ovčinnikov    |
| 12 | Russia (bandiera)              | P     | Ruslan Nigmatullin   |
| 5  | Russia (bandiera)              | D     | Sergej Ignaševič     |
| 2  | Russia (bandiera)              | D     | Hennadij Nyžehorodov |
| 16 | Russia (bandiera)              | D     | Vadim Evseev         |
| 17 | Russia (bandiera)              | D     | Dmitrij Sennikov     |
| 14 | Uzbekistan (bandiera)          | D     | Oleg Pašinin         |
| 4  | Sudafrica (bandiera)           | D     | Jacob Lekgetho       |
| 18 | Serbia e Montenegro (bandiera) | D     | Milan Obradović      |
| 10 | Russia (bandiera)              | C     | Dmitrij Los'kov      |
| 8  | Uzbekistan (bandiera)          | C     | Vladimir Maminov     |

| N. |                                | Ruolo | Calciatore\|       |
| -- | ------------------------------ | ----- | ------------------ |
| 6  | Azerbaigian (bandiera)         | C     | Narvik Sırxayev    |
| 7  | Russia (bandiera)              | C     | Marat Izmajlov     |
| 21 | Sudafrica (bandiera)           | C     | Bennett Mnguni     |
| 9  | Nigeria (bandiera)             | A     | James Obiorah      |
| 15 | Russia (bandiera)              | A     | Maksim Buznikin    |
| 25 | Russia (bandiera)              | A     | Ruslan Pimenov     |
| 11 | Brasile (bandiera)             | A     | Júlio César        |
| 19 | Serbia e Montenegro (bandiera) | A     | Nemanja Vučićević  |
| 55 | Ghana (bandiera)               | A     | Baba Adamu         |
| 29 | Georgia (bandiera)             | A     | Giorgi Demet'radze |
| 46 | Russia (bandiera)              | A     | Sergei Ovchinnikov |

## Risultati

### Campionato
| Mosca 8 marzo 2002 1ª giornata | Lokomotiv Mosca | 1 – 0 referto | Alanija Vladikavkaz | Stadio Dinamo |

| Ėlista 12 marzo 2002 2ª giornata | Uralan | 0 – 0 referto | Lokomotiv Mosca | Stadio Uralan |

| Mosca 16 marzo 2002 3ª giornata | Lokomotiv Mosca | 2 – 0 referto | Saturn-REN TV | Stadio Dinamo |

| Mosca 22 marzo 2002 4ª giornata | Spartak Mosca | 1 – 2 referto | Lokomotiv Mosca | Stadio Lužniki |

| Mosca 30 marzo 2002 5ª giornata | Lokomotiv Mosca | 2 – 0 referto | Sokol Saratov | Stadio Dinamo |

| Mosca 7 aprile 2002 6ª giornata | Torpedo-ZIL | 0 – 2 referto | Lokomotiv Mosca | Stadio Ėduard Strel'cov |

| Mosca 13 aprile 2002 7ª giornata | Lokomotiv Mosca | 3 – 0 referto | Dinamo Mosca | Stadio Dinamo |

| San Pietroburgo 20 aprile 2002 8ª giornata | Zenit San Pietroburgo | 1 – 1 referto | Lokomotiv Mosca | Stadio Petrovskij |

| Mosca 27 aprile 2002 9ª giornata | Lokomotiv Mosca | 2 – 1 referto | Šinnik | Stadio Dinamo |

| Rostov sul Don 4 maggio 2002 10ª giornata | Rostsel'maš | 2 – 3 referto | Lokomotiv Mosca | Stadio Olimp - XXI secolo |

| Samara 8 maggio 2002 11ª giornata | Kryl'ja Sovetov Samara | 1 – 0 referto | Lokomotiv Mosca | Stadio Metallurg |

| Mosca 13 maggio 2002 12ª giornata | Lokomotiv Mosca | 3 – 0 referto | Rotor | Stadio Dinamo |

| Machačkala 1º luglio 2002 13ª giornata | Anži | 0 – 0 referto | Lokomotiv Mosca | Stadio Dinamo |

| Mosca 9 luglio 2002 14ª giornata | Lokomotiv Mosca | 0 – 0 referto | CSKA Mosca | Stadio Lokomotiv |

| Mosca 16 luglio 2002 15ª giornata | Torpedo Mosca | 2 – 2 referto | Lokomotiv Mosca | Stadio Lužniki |

| Mosca 23 luglio 2002 16ª giornata | Lokomotiv Mosca | 0 – 0 referto | Anži | Stadio Lokomotiv |

| Mosca 28 luglio 2002 17ª giornata | CSKA Mosca | 0 – 1 referto | Lokomotiv Mosca | Stadio Ėduard Strel'cov |

| Mosca 3 agosto 2002 18ª giornata | Lokomotiv Mosca | 1 – 0 referto | Torpedo Mosca | Stadio Lokomotiv |

| Volgograd 7 agosto 2002 19ª giornata | Rotor | 0 – 2 referto | Lokomotiv Mosca | Stadio Centrale |

| Jaroslavl' 19 agosto 2002 20ª giornata | Šinnik | 0 – 0 referto | Lokomotiv Mosca | Stadio Šinnik |

| Mosca 24 agosto 2002 21ª giornata | Lokomotiv Mosca | 3 – 0 referto | Rostsel'maš | Stadio Lokomotiv |

| Mosca 1º settembre 2002 22ª giornata | Lokomotiv Mosca | 2 – 0 referto | Kryl'ja Sovetov Samara | Stadio Lokomotiv |

| Mosca 12 settembre 2002 23ª giornata | Lokomotiv Mosca | 1 – 1 referto | Spartak Mosca | Stadio Lokomotiv |

| Vladikavkaz 6 novembre 2002 24ª giornata | Alanija Vladikavkaz | 1 – 1 referto | Lokomotiv Mosca | Respublikanskij stadion Spartak |

| Mosca 5 luglio 2002 25ª giornata | Lokomotiv Mosca | 1 – 0 referto | Uralan | Stadio Lokomotiv |

| Ramenskoe 6 ottobre 2002 26ª giornata | Saturn-REN TV | 2 – 1 referto | Lokomotiv Mosca | Saturn Stadium |

| Mosca 19 ottobre 2002 27ª giornata | Lokomotiv Mosca | 3 – 0 referto | Torpedo-ZIL | Stadio Lokomotiv |

| Saratov 2 novembre 2002 28ª giornata | Sokol Saratov | 0 – 3 referto | Lokomotiv Mosca | Stadio Lokomotiv |

| Mosca 10 novembre 2002 29ª giornata | Lokomotiv Mosca | 2 – 1 referto | Zenit San Pietroburgo | Stadio Lokomotiv |

| Mosca 17 novembre 2002 30ª giornata | Dinamo Mosca | 1 – 2 referto | Lokomotiv Mosca | Stadio Dinamo |

| Arbitro: | Ivanov |

|           |           |  |
| Loskov 6’ | Marcatori |  |

### Coppa di Russia
| Arbitro: | Tikhomirov (Juža) |

|              |           |                                        |
| Gomlenko 90’ | Marcatori | 76’ Júlio César 96’ (aut.) An. Sadirov |

### Champions League

#### Qualificazioni
| Arbitro: | Sars |

|  |           |                         |
|  | Marcatori | 6’ Lekgetho 42’ Los'kov |

| Arbitro: | Wegereef |

|                                         |           |                                       |
| Ignaševič 6’ Evseev 32’ Júlio César 45’ | Marcatori | 38’ Naumoski 48’ Bazina 63’ Aufhauser |

#### Prima fase a gironi
| Arbitro: | Busacca |

|  |           |                    |
|  | Marcatori | 72’ Sarr 81’ Erdem |

| Bruges 24 settembre 2002, ore 20:45 CEST Gruppo H – 2ª giornata | Club Bruges | 0 – 0 referto | Lokomotiv Mosca | Stadio Jan Breydel (25 878 spett.)\| Arbitro: \| Paulo Costa \| |
| Arbitro:                                                        | Paulo Costa |               |                 |                                                                 |

| Arbitro: | McCurry |

|             |           |                               |
| Obiorah 56’ | Marcatori | 29’ Kluivert 32’, 49’ Saviola |

| Arbitro: | Hamer |

|             |           |  |
| de Boer 76’ | Marcatori |  |

| Arbitro: | Stark |

|         |           |                        |
| Şaş 73’ | Marcatori | 70’ Los'kov 75’ Evseev |

| Arbitro: | Sars |

|                               |           |  |
| Júlio César 44’ Los'kov 90+2’ | Marcatori |  |

#### Seconda fase a gironi
| Arbitro: | Temmink |

|               |           |                       |
| Ignaševič 31’ | Marcatori | 33’ Frings 43’ Koller |

| Arbitro: | Barber |

|               |           |                        |
| Raúl 21’, 76’ | Marcatori | 47’ Obiorah 74’ Mnguni |